# Claude Hulbert
Claude Hulbert (25 de diciembre de 1900 – 23 de enero de 1964) fue un actor cómico británico.

## Biografía
Su nombre completo era Claude Noel Hulbert, y nació en Fulham, Londres (Inglaterra). Su hermano mayor era el actor Jack Hulbert. Al igual que su hermano, estudió en la Universidad de Cambridge y formó parte del club teatral de aficionados de la universidad, el Footlights. Sin embargo, la carrera artística de Claude no llegó a disfrutar del mismo éxito que la de su hermano. 
Empezó trabajando con los artistas de farsas de Aldwych antes de conseguir su primer papel protagonista en un film de serie B en el que trabajó con Renée Houston y Binnie Barnes, Their Night Out (1933). Su film de mayor éxito en la década de 1930 fue Hello Sweetheart (1935), pero los estudios británicos no parecían considerarle como una gran estrella. Sin embargo, su vacilante trayectoria se vio estimulada con su trabajo en Wolf's Clothing (1936), película en la que interpretaba a un nervioso diplomático, y Honeymoon-Merry-Go-Round (1940), título en el cual era un inepto novio que se convierte, sin intención de ello, en una estrella del hockey sobre hielo.
Además, Hulbert fue una competente pareja de Will Hay cuando éste decidió trabajar sin sus famosos "secuaces", Moore Marriott y Graham Moffatt. Los dos filmes de Hay con Hulbert, The Ghost of St Michael's (1941) y My Learned Friend (1943), fueron los de mayor éxito en el período tardío de su carrera. Las actuaciones de Hulbert, sin embargo, se hicieron cada vez más escasas.
Claude Hulbert falleció en 1964 en un hospital de Sídney, Australia, país en el cual se encontraba con su familia haciendo un crucero.

## Filmografía parcial
- Champagne (1928)
- Thark (1932)
- Their Night Out (1933)
- The Girl in Possession (1934)
- A Cup of Kindness (1934)
- Lilies of the Field (1934)
- Hello Sweetheart (1935)
- Man of the Moment (1935)
- Wolf's Clothing (1936)
- Hail and Farewell (1936)
- Where's Sally? (1936)
- The Vulture (1937)
- It's Not Cricket (1937)
- You Live and Learn (1937)
- The Viper (1938)
- Take My Tip (1938)
- Honeymoon-Merry-Go-Round (1940)
- The Ghost of St Michaels (1941)
- My Learned Friend (1943)
- London Town (1946)
- The Ghosts of Berkeley Square (1947)
- Under the Frozen Falls (1948)